# Zamia neurophyllidia
Zamia neurophyllidia — вид голонасінних рослин класу Саговникоподібні (Cycadopsida).
Етимологія: епітет вказує на сильно жилкові листові фрагменти.

## Опис

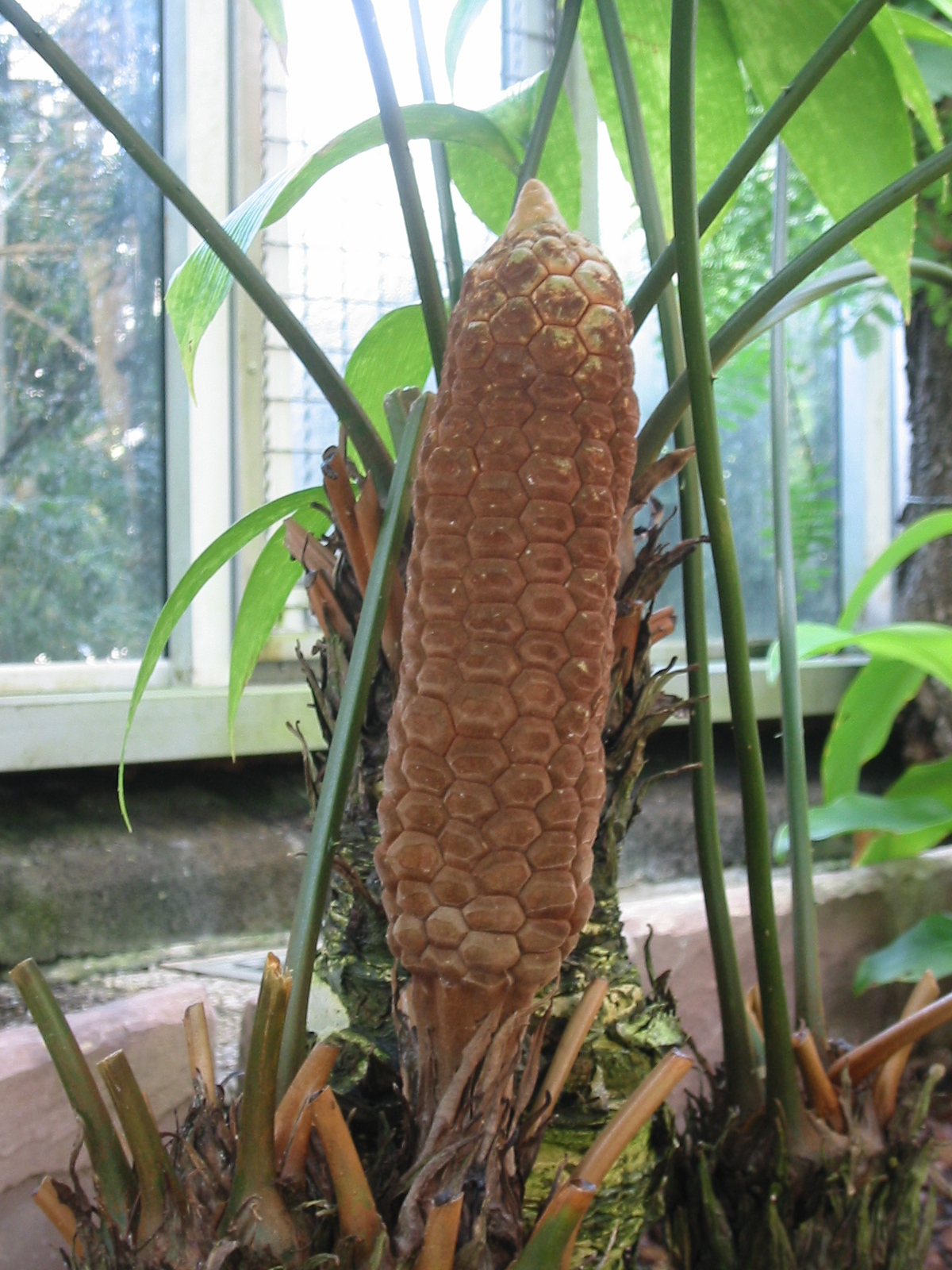
Жіноча шишка

Стовбур деревовидий, до 60 см заввишки, 6–12 см діаметром. Катафіли трикутні при основі, лінійно–ланцетні зверху, довжиною 3–6 см, шириною 1–2 см. Листя довжиною 3–10 0,5–1 м; черешок з численними колючками, до 30 см завдовжки; хребет з кількома колючками в нижній третині, з 6–10(12) парами листових фрагментів. Листові фрагменти еліптичні, рифлені між жилками на верхній поверхні, клиновиді біля основи, загострені на вершині, поля дрібно-пилчасті у верхній третині, серединні довжиною 12–20 см, 6–10 см в ширину. Пилкові шишки від кремових до жовтувато–коричневих, від циліндричних до подовжено–циліндричних, довжиною 5–8 см, 1–2 см діаметром. Насіннєві шишки коричневі, коротко черешчаті, яйцевидо–циліндричні, довжиною 10–15 см, 3–4 см діаметром. Насіння червоне, яйцевиде, 1–1,5 см діаметром. 2n = 18.

## Поширення, екологія
Мало що відомо про справжні масштаби географічного поширення даного виду, але населення, що було обстежене на сьогоднішній день зустрічаються на крутих пагорбах первинних тропічних листяних лісів уздовж Ріо-Чангуінола та її приток. Бокас-дель-Торо регіону Панами. Цей вид росте як підлісок на 100—400 м у тропічних лісах.

## Загрози й охорона
Гребля гідроелектростанції, яку планується звести в регіоні може мати значні негативні наслідки для декількох підгрупах.